# Първа изтребителна авиобаза
Първа изтребителна авиобаза е бивше военно формирование на Военновъздушните сили на Българската армия.
Първа изтребителна авиобаза е създадена през септември 1994 г. след разформироването на осемнадесети изтребителен авиополк, като заедно с нея се създава и втора изтребителна авиобаза. Базирана е на летище Доброславци. Състои се от първа изтребителна ескадрила, командването на полка и други тилови и свързочни поделения, част от първа дивизия ПВО в Божурище. През 1996 г. базата става част от корпуса на ПВО с щаб София. През 1998 г. втора изтребителна авиобаза в Габровница се закрива и нейните изтребители МиГ 23 МЛД/УБ са придадени на базата. Първа изтребителна авиобаза прекратява съществуването си през 2003 г. съгласно „План 2004“ за съкращаване на армията.

## История
I Изтребителна авиобаза (ИАБ) – Доброславци
На 1 ноември 1950 г. със заповед N 00642 на министъра на отбраната е създаден 18-и изтребителен авиационен полк. Той е базиран на летище Враждебна и въоръжен със самолети Як-9М/П и Як-11.
• На 20 април 1952 г. 18-и ИАП е пребазиран на летище Доброславци и превъоръжен със самолети Як-23 и Як-17.
• На 23 септември 1953 г. е връчено знамето на 18-и ИАП.
• На 10 февруари 1955 г. започва превъоръжаване с МиГ-15, МиГ-15бис и УМиГ-15.
• През 1960 г. авиополкът се превъоръжава с МиГ-17Ф.
• През 1963 г. 1-ва ИАЕ се превъоръжава с МиГ-19П и МиГ-19С.
Самата I Изтребителна авиобаза (ИАБ) – Доброславци е създадена е през 1994 г. на основата на I изтребителна авиоескадрила, командването на 18-и изтребителен авиополк (ИАП) и осигуряващите тилови и свързочни поделения от състава на 1-ва дПВО-Божурище.
18 ИАП от състава на 4-та изтребителна дивизия (ИАД) се формира през 1950 г. на летище Враждебна. Въоръжен е със самолети Як 9 м, Як 9 п, Як 11, Ме 108 „Лебед“ и Бюкер Бесман Bu 181. През април 1952 г. полкът се пребазира на летище Доброславци и се превъоръжава с реактивните самолети Як 23 и Як 17. От началото на 1955 г. започва подмяната им с МиГ 15 и УМиГ 15, а през 1959 г. са получени МиГ 17 ф. През 1963 г. от разформирования 11-и ИАП се създава 1-ва ескадрила с МиГ 19 п и МиГ 19 ъ. През 1964 г. 2-ра ескадрила се приучва на МиГ 21 пф и се пребазира в Габровница. 3-та ескадрила остава на МиГ 17 и УМиГ 15.
От 01 11 1968 г. 18-и изтребителен полк е включен в състава на новосформираната 1-ва дПВО-Божурище. През 1975 г. 1-ва иае получава новите изтребители МиГ 21 МФ/УМ. През 1978 г.след приучване на част от летателния и техническия състав от 1-ва иае и управлението на авиополка, ескадрилата се превъоръжава с изтребителите прехващачи 3-то поколение МиГ 23 мф/уб. Заедно с разформироването на 3-та иае през 1983 г. и приучване на състава са получени по модерните МиГ 23 мла, а от 1992 г.-МиГ 23 МЛД.
През 1994 г. 18-и изтребителен авиополк се разформирова и от септември същаща година се създават две самостоятелни авиобази: 1-ва и 2-ра.
От есента на 1996 г. 1-ва авиобаза е включена в състава на новосформирания корпус ПВО-София. От септември 1998 г. в авиобазата са прехвърлени всички самолети МиГ 23 МЛД/УБ от 2-ра ИАБ – Габровница. 1-ва изтребителна авиобаза прекратява съществуването си съгласно „План 2004“ през 2003 г.

## Командири
Званията са към датата на заемане на длъжността:
- полк. Константин Асенов Михайлов (1 септември 1994 – 31 декември 2000)
- подп. Стефан Митов Разпопов (1 януари 2001 – 30 септември 2001)
- подп. Любомир Иванов Атанасов (1 октомври 2001 г. – 2003)